# Pseudomesauletes sitschuanensis
Pseudomesauletes sitschuanensis is een keversoort uit de familie Rhynchitidae. De wetenschappelijke naam van de soort is voor het eerst geldig gepubliceerd in 2001 door Legalov.